# 北海道環境福祉専門学校
北海道環境福祉専門学校 （ほっかいどうかんきょうふくしせんもんがっこう）とは、北海道上川郡東川町にあった私立の専修学校。運営母体は、学校法人北工学園。共通の学校法人が経営する系列校に旭川福祉専門学校、札幌福祉専門学校、北工学園モータースクール、旭川保育園がある。

## 沿革
- 1973年　北海道建設専門学校として開校
- 1988年　北海道情報処理専門学校に校名変更
- 1998年　北海道理工福祉専門学校に校名変更
- 2006年　北海道環境福祉専門学校に校名変更
- 2013年3月31日　閉校

## 設置学科
- 食育福祉学科（2年制・昼間）
- 環境保全学科（2年制・昼間）
- 社会福祉学科（2年制・昼間）
- 医薬福祉学科（2年制・昼間）

## 所在地
- 北海道上川郡東川町進化台

## 取得できた資格・免許状

### 食育福祉学科（2年制）
- 食育福祉士
- ホームヘルパー2級
- ベビーシッター
- 障害者ガイドヘルパー
- 福祉住環境コーディネーター3級

### 環境保全学科（2年制）
- 公害防止管理者
- 環境再生医初級
- グリーンセイバー
- 廃棄物処理施設技術管理者
- 特別管理産業廃棄物管理責任者

### 社会福祉学科（2年制）
- 社会福祉主事任用資格
- 北海道介護員
- 障害者ガイドヘルパー
- 地域支援専門員

### 医薬福祉学科（2年制）
- 医薬品の登録販売者
- 診療報酬請求事務能力
- 医療事務管理士